# Nachmalerische Abstraktion
Nachmalerische Abstraktion auch Neue Abstraktion (englisch Post-Painterly Abstraction) bezeichnet eine nicht genau definierte Tendenz in der US-amerikanischen Malerei. Der Begriff wurde erstmals 1964 von dem Kunstkritiker Clement Greenberg für eine von ihm kuratierte Ausstellung im Los Angeles County Museum of Art verwendet. Greenberg umschrieb damit die Ende der 1950er Jahre einsetzende Abkehr vom gestischen Abstrakten Expressionismus hin zu neuen Ausdrucksformen in der Malerei und fasste mit diesem Synonym die unterschiedlichen Malstile der 31 vertretenden Künstler dieser Gemeinschaftsausstellung zusammen. Beteiligte Künstler waren unter anderem Walter Darby Bannard, Jack Bush, Gene Davis, Thomas Downing, Friedel Dzubas, Sam Francis, Helen Frankenthaler, Al Held, Ellsworth Kelly, Nicholas Krushenick, Alexander Liberman, Morris Louis, Howard Mehring, Kenneth Noland, Jules Olitski und Frank Stella.
Kennzeichen der nichtfigürlichen Nachmalerischen Abstraktion war die flatness (Flachheit, Plattheit): Im engeren Sinn die Anordnung ungebrochener, voneinander abgegrenzter, reiner Farbflächen auf einem dominierenden Malgrund, beziehungsweise der Weißfläche an sich, und schließlich das Überschreiten des von der Leinwand vorgegebenen Raums. Dies führte schließlich zu einer reduzierten farbanalytisch-geometrischen Malerei wie sie im Hard Edge oder im Minimalismus zu finden ist. Die Nachmalerische Abstraktion war ein typisches Merkmal der amerikanischen Malerei nach 1945. Als Definition einer kurzen Übergangsphase zwischen Abstraktem Expressionismus und Farbfeldmalerei besitzt der Begriff in der kunstgeschichtlichen Etymologie letztlich nur wenig Bedeutung.